# Nemipterus vitiensis
Nemipterus vitiensis is een straalvinnige vissensoort uit de familie van valse snappers (Nemipteridae). De wetenschappelijke naam van de soort is voor het eerst geldig gepubliceerd in 1990 door Russell.